# 田英 (1924年)
田英（1924年—2013年5月25日），男，直隶大名人，中华人民共和国政治人物，曾任中共湖北省委常委，湖北省人民政府副省长，湖北省人大常委会副主任，第七届全国人大代表。